# Équipe de Hongrie des moins de 20 ans de football
Maillots
L'équipe de Hongrie des moins de 20 ans est une sélection de joueurs de moins de 20 ans au début des deux années de compétition placée sous la responsabilité de la Fédération de Hongrie de football. Son meilleur résultat en Coupe du monde est troisième en 2009.
L'équipe de Hongrie moins de 20 ans ne participe pas au Championnat d'Europe de football des moins de 19 ans qualificatif pour la Coupe du monde; c'est l'équipe des moins de 19 ans qui est convoquée.

## Parcours en Coupe du monde des moins de 20 ans
| - 1977 : 3e en phase de groupe - 1979 : 3e en phase de groupe - 1981 : Non qualifié - 1983 : Non qualifié - 1985 : 3e en phase de groupe - 1987 : Non qualifié - 1989 : Non qualifié - 1991 : Non qualifié - 1993 : Non qualifié - 1995 : Non qualifié - 1997 : 4e en phase de groupe |  | - 1999 : Non qualifié - 2001 : Non qualifié - 2003 : Non qualifié - 2005 : Non qualifié - 2007 : Non qualifié - 2009 : - 2011 : Non qualifié - 2013 : Non qualifié - 2015 : Huitième de finaliste - 2017 : Non qualifié |

## Palmarès
- Coupe du monde de football des moins de 20 ans :
  - Troisième (1) : 2009.